# Бобровников, Николай Иванович
Никола́й Ива́нович Бобро́вников (1 (14 декабря) 1909 года, в поселке железнодорожной станции Ряжск Рязанской губернии — 13 февраля 1991 года, Москва) — советский государственный деятель, член ЦК КПСС.
Член КПСС с марта 1931 г.

## Биография
- 1925—1926 — чернорабочий хлебной инспекции элеватора города Ряжск.
- 1926—1927 — рабочий по ремонту пути железнодорожного участка службы пути в Ряжске.
- 1927—1928 — рабочий паровозного депо Ряжск.
- 1928—1932 — студент Московского инженерно-строительного института.
- 1932 — помощник начальника цеха очистки воды Рублёвской водопроводной станции Москвы.
- 1932—1934 — красноармеец 56 пограничного отряда, командир взвода кавалерийского полка внутренних войск ОГПУ.
- 1934—1939 — заместитель начальника станции, начальник цеха очистки воды, главный инженер Рублевской водопроводной станции.
- 1939—1947 — начальник Восточной водопроводной станции Москвы.
- 1947—1949 — главный инженер — заместитель начальника, начальник управления водопроводно-канализационного хозяйства Мосгорисполкома.
- 1949—1950 — заместитель председателя Мосгорисполкома.
- 1950—1956 — первый заместитель председателя Мосгорисполкома.
- 1956—1961 — председатель Мосгорисполкома.
- 1961—1963 — заместитель председателя Государственного научно-экономического совета Совета Министров СССР — министр СССР.
- 1963—1981 — начальник отдела жилищного и коммунального хозяйства и развития городов Госплана СССР.
- 1981—1983 — начальник отдела жилищного и коммунального хозяйства Госплана СССР.

С ноября 1983 г. — персональный пенсионер союзного значения.
Депутат Верховного Совета СССР 5 созыва. Член ЦК КПСС с 1956 по 1961 годы.
Похоронен на Ваганьковском кладбище.

## Награды
- 3 ордена Ленина (в том числе 12.12.1959)
- орден Октябрьской Революции (13.12.1979)
- орден Отечественной войны 1-й степени
- 2 ордена Трудового Красного Знамени
- орден Красной Звезды
- медали